# 牛渕 (菊川市)
牛渕（うしぶち）は静岡県菊川市の大字。

## 地理
菊川市の東部、六郷地区の北東部に位置する。東で牧之原市東萩間・牧之原、西で本所及び半済、南で小沢及び神尾、北で沢水加及び和田と接する。

### 河川
- 牛淵川

### 字一覧
20以上の字がある（2018年（平成30年）10月16日現在）。
- 行田ケ谷（ぎょうだがや）
- 里（さと）
- 坂下（さかした）
- 一ノ堰（いちのせき）
- ミソノ（みその）
- 雨垂（あまだれ）
- 松ノ木田（まつのきだ）
- 段原（だんばら）
- 宇津木沢（うつぎざわ）
- 内海戸（うちかいと）
- 欠下（かけした）
- 西原（にしはら）
- 東原（ひがしはら）
- 後沢（うしろざわ）
- 平山（ひらやま）
- 東谷（ひがしだに）
- 法海道（ほうかいどう）
- 原（はら）
- 沢水加原（さばかばら）
- 牛淵原（うしぶちばら）
- 内海道（うちかいどう）
- 内海戸（うちかいと）

## 歴史

### 沿革
- 1889年（明治22年）4月1日 - 町村制の施行により、城東郡牛渕村が周辺の村と合併し、城東郡六郷村となる[WEB 7]。旧村名は六郷村の大字として残る[WEB 8]。
- 1896年（明治29年）4月1日 - 郡制の施行により所属郡が小笠郡に変更。
- 1954年（昭和29年）1月1日 – 六郷村が堀之内町・内田村・横地村・加茂村と新設合併を行い、菊川町が発足する。
- 2005年（平成17年）1月17日 – 菊川町が小笠町と新設合併を行い、菊川市となる。

## 施設
- 牛渕簡易郵便局

## 交通

### バス
- 菊川市コミュニティバス
  - 沢水加コース：（菊川市立総合病院 方面 - ）六郷茶農協 - 牛渕公民館 - 牛渕茶農協 - 茶業振興センター（ - 六本松集会所 方面）
  - 菊川東循環コース：（菊川市立総合病院 方面 - ）茶業振興センター - 長者原（ - 布引原北公民館 方面）

## その他

### 学区
小学校・中学校の学区は以下の通りである。
| 番・番地等             | 小学校                               | 中学校                               |
| ---------------------- | ------------------------------------ | ------------------------------------ |
| 全域（牧之原上を除く） | 菊川市立六郷小学校                   | 菊川市立菊川東中学校                 |
| 牧之原上               | 牧之原市菊川市学校組合立牧之原小学校 | 牧之原市菊川市学校組合立牧之原中学校 |

### 警察
警察の管轄区域は以下の通りである。
| 番・番地等 | 警察署     | 交番・駐在所 |
| ---------- | ---------- | ------------ |
| 全域       | 菊川警察署 | 菊川駅前交番 |

### WEB
1. ↑  “h02_22.csv”.   総務省 (2022年2月10日). 2025年7月14日閲覧。
2. ↑  “静岡県菊川市 (22224)”.   人文学オープンデータ共同利用センター. 2025年7月14日閲覧。
3. ↑  “静岡県 菊川市 牛渕の郵便番号 - 日本郵便”.   日本郵便. 2025年7月14日閲覧。
4. ↑  “市外局番の一覧”.   総務省 (2022年3月1日). 2025年7月16日閲覧。
5. ↑  “事業所案内及び管轄地域（事務所3件、分室3件）”.   一般社団法人静岡県自動車会議所. 2025年7月14日閲覧。
6. ↑  “菊川市小字一覧 - 静岡県オープンデータ”.   静岡県 (2018年10月16日). 2025年7月14日閲覧。
7. ↑  “historyofcities.pdf”.   静岡県総務部合併推進室・財団法人静岡県市町村振興協会. 2025年7月14日閲覧。
8. ↑  “解説ページ”.   株式会社エア. 2025年7月14日閲覧。
9. ↑  “菊川市／通学区域一覧”.   菊川市 (2024年4月1日). 2025年7月14日閲覧。
10. ↑  “交番駐在所一覧表｜静岡県警察”.   静岡県警察 (2023年6月12日). 2025年7月14日閲覧。